# Eumir Marcial
Eumir Felix Marcial est un boxeur philippin né le 29 octobre 1995.

## Carrière
Eumir Marcial est né à Zamboanga le 29 octobre 1995. Il sert dans l'armée de l'air philippine.
Sa carrière amateur est principalement marquée par une médaille d'argent remportée aux championnats d'Asie de 2015 dans la catégorie des poids welters et une médaille de bronze aux Jeux asiatiques de 2018 dans catégorie des poids moyens.
Il décroche en mars 2020 sa qualification pour les Jeux Olympiques d'été de Tokyo.

## Palmarès

### Jeux Olympiques
- Médaille de bronze en -75 kg en 2021 à Tokyo, Japon

### Championnats du monde
- Médaille d'argent en -75 kg en 2019 à Iekaterinbourg, Russie

### Championnats d'Asie
- Médaille d'argent en -69 kg en 2015 à Bangkok, Thaïlande.

### Jeux asiatiques
- Médaille de bronze en -75 kg en 2018 à Jakarta, Indonésie.